# Tevfik Esenç
Tevfik Esenç (ur. 1904, zm. 7 października 1992) – turecki rolnik pochodzenia ubyskiego, ostatni znany użytkownik języka ubyskiego.
Wychowany przez ubyskojęzycznych dziadków w wiosce Hacı Osman, w której pełnił później funkcję muhtara (sołtysa), zanim dostał pracę w stambulskiej służbie cywilnej. Tam też rozpoczął współpracę z francuskim językoznawcą Georges’em Dumezilem. 
Obdarzony niezwykłą pamięcią, szybko pojąwszy cele Dumézila i innych odwiedzających go językoznawców, stał się głównym źródłem wiedzy, nie tylko o języku, ale także mitologii, kulturze i zwyczajach swojego ludu. Oprócz tureckiego i ubyskiego, posługiwał się także hakuczyjskim dialektem języka adygejskiego, co umożliwiało mu analizę porównawczą tych dwóch członków północno-zachodniokaukaskiej rodziny językowej. 
Był językowym purystą, dlatego idiolekt, którego używał, według Dumézila był najbliższy standardowi literackiemu, jaki miał istnieć. Esenç zmarł w 1992 roku, przeżywszy 88 lat. Napis, który według jego życzenia, miał widnieć na jego grobie, brzmi:
To jest grób Tevfika Esença. Był ostatnią osobą posługującą się językiem zwanym ubyskim.